# Chrysler New Yorker (1974–1978)
Der Chrysler New Yorker der Modelljahre 1974 bis 1978 ist ein Full-Size-Automobil des US-amerikanischen Chrysler-Konzerns, das vornehmlich auf nordamerikanischen Märkten vertrieben wurde. Diese Baureihe wird nach verbreiteter Zählung als siebte Generation der New-Yorker-Familie angesehen. Ihre Produktion fällt in eine Zeit schwerer wirtschaftlicher Probleme des Chrysler-Konzerns. Die schweren, unökonomischen Autos gehörten zu den größten PKW ihrer Zeit und werden in der Literatur als die „letzten Mastodonten“ bezeichnet. Sie kamen unmittelbar vor Beginn der ersten Ölpreiskrise auf den Markt und verkauften sich angesichts zunehmend höherer Treibstoffpreise nur schlecht. Im Laufe der Produktionsphase dieser New-Yorker-Generation kam es zu konzern- und markeninternem Badge Shifting, sodass letztlich unterschiedliche Modelle die Bezeichnung New Yorker trugen.

## Entstehungsgeschichte
Der Chrysler-Konzern nutzte die Bezeichnung „New Yorker“ seit 1938 für hochwertig ausgestattete Personenwagen der Kernmarke. Meist – allerdings nicht durchgängig – waren die New Yorker Chryslers größte und teuerste Modelle; lediglich die Autos der Konzernmarke Imperial (1955–1975) waren noch teurer. Unterhalb des New Yorker war wie üblich der Chrysler Newport angesiedelt. Beide Modelle waren jeweils weitgehend baugleich und unterschieden sich nur durch Ausstattung, Stylingdetails und Dekorelemente voneinander.
Seit 1965 basierten alle Full-Size-Modelle des Chrysler-Konzerns auf der C-Plattform. Von 1969 bis 1973 hatte Chrysler die sechste New-Yorker- (und Newport-) Generation im Programm, deren anfänglich als innovativ wahrgenommenes Fuselage Design in den frühen 1970er-Jahren zunehmend veraltet wirkte und nicht mehr zu den 1973 eingeführten Sicherheitsbestimmungen im Bereich der Stoßfänger passte. Zum Modelljahr 1974, das im Spätsommer 1973 begann, gestaltete Chrysler die Aufbauten der Full-Size-Modelle (Chrysler Newport und New Yorker, Dodge Monaco und Royal Monaco, Plymouth Fury/Gran Fury und Imperial LeBaron) aller Konzernmarken neu. Die Autos erhielten eine weitgehend standardisierte Karosserie, die noch größer und schwerer war als die Aufbauten der unmittelbaren Vorgänger. Technische Basis blieb für alle Varianten allerdings die weitgehend unverändert übernommene C-Plattform.
Die Markteinführung der neuen großen Chrysler-Modelle fiel mit der ersten Ölpreiskrise zusammen, als deren unmittelbare Folge die US-amerikanische Bevölkerung vor allem eine ungewohnte Treibstoffknappheit und deutlich steigende Energiekosten spürte. Regulatorisch knüpften sich daran gesetzliche Bestimmungen zur Begrenzung des Flottenverbrauchs an, die 1975 unter der Bezeichnung Corporate Average Fuel Economy (CAFE) in Kraft taten und die US-amerikanischen Hersteller dazu zwangen, Maßnahmen zur Senkung des Treibstoffverbrauchs ihrer Fahrzeuge zu ergreifen. Sie führten dazu, dass der New Yorker ebenso wie seine Schwestermodelle zeitweise erheblichen Nachfrageeinbußen ausgesetzt war.
1979 brachte Chrysler eine neue, etwa 30 cm kürzere New-Yorker-Generation heraus, die auf der Chrysler R-Plattform basierte, einer Abwandlung der 15 Jahre alten, eigentlich für Intermediate-Autos bestimmten B-Plattform. Weil Chrysler unter der Leitung von Lee Iacocca für die 1980er-Jahre eine Umstellung der gesamten Modellpalette auf kompakte Frontantriebsfahrzeuge der K-Car-Familie plante, waren die neuen R-Body-New-Yorker von Beginn an nur als Übergangsmodelle gedacht.

## Modellbeschreibung

### Karosserie
Der Chrysler New Yorker hat eine selbsttragende Karosserie aus Stahlblech. Die Rohkarosserie ist mit der der übrigen C-Body-Modelle identisch. Details bei den äußeren Blechen, die Dachlinie sowie die Front- und Heckmasken sind jeweils eigenständig gestaltet.
Die New Yorker waren als Hardtop-Coupés und -Limousinen ohne durchgehende B-Säule erhältlich; 1974 und 1975 gab es außerdem eine Limousine mit durchgehendem Mittelpfosten (Sedan). Einen Kombi gab es in dieser Reihe nicht. Er war unter der Bezeichnung Town & Country im Angebot und entsprach äußerlich dem Newport.

#### 1974 und 1975
In den Modelljahren 1974 und 1975 unterschied sich der New Yorker von dem preiswerteren Newport äußerlich vor allem durch die Gestaltung der Front- und Heckmasken voneinander. Während der Newport und der Newport Custom jeweils senkrecht stehende Rückleuchten hatte, trugen die New-Yorker-Versionen eine stärker geneigte C-Säule und waagerechte, über die gesamte Breite reichende Rückleuchten. Im Gegensatz zum Newport sind die hinteren Radausschnitte serienmäßig mit einer in Wagenfarbe lackierten halbkreisförmigen Abdeckung (Spats) verkleidet.
Vorn sind zwei Doppelscheinwerfer installiert, die offen sichtbar und von einem verchromten Rechteck eingerahmt sind. In der Mitte befindet sich eine verchromte Kühlermaske. Die Rückleuchten der Modelljahre 1974 und 1975 sind waagerecht oberhalb des Stoßfängers angeordnet und reichen über die gesamte Fahrzeugbreite.

#### 1976 bis 1978: New Yorker Brougham
Zum Beginn des Modelljahrs 1976 kam es im Chrysler-Konzern an mehreren Stellen zu Badge Shifting, d. h. zum Verschieben etablierter Modellbezeichnungen auf andere, ursprünglich anders bezeichnete Fahrzeuge. Auch die Kernmarke Chrysler war davon betroffen. Einer der Auslöser war die Einstellung der Marke Imperial mit Ablauf des Modelljahrs 1975. Im Zuge dieser Veränderungen wurde das Auto, das bislang als Imperial LeBaron verkauft worden war, ab 1976 zum Chrysler New Yorker, der nur noch als Brougham erhältlich war. Der bisherige Chrysler New Yorker wurde zum Chrysler Newport Custom, während der bisherige Newport Custom zum einfachen Newport wurde.
Ab 1976 hat der Chrysler New Yorker – wie der bisherige Imperial LeBaron – vordere Scheinwerfer, die im Ruhezustand hinter einer in Wagenfarbe lackierten Klappe verborgen sind. Dazwischen befindet sich eine aus Zink gefertigte Kühlermaske im Wasserfall-Design (Waterfall Grill). Hinten sind senkrecht stehende, schmale Rückleuchten installiert.
Abgesehen von den hinteren Scheibenbremsen und dem Antiblockiersystem entspricht der New Yorker der Modelljahre 1976 bis 1978 technisch seinen den unmittelbaren Vorgängern.

#### St. Regis Option

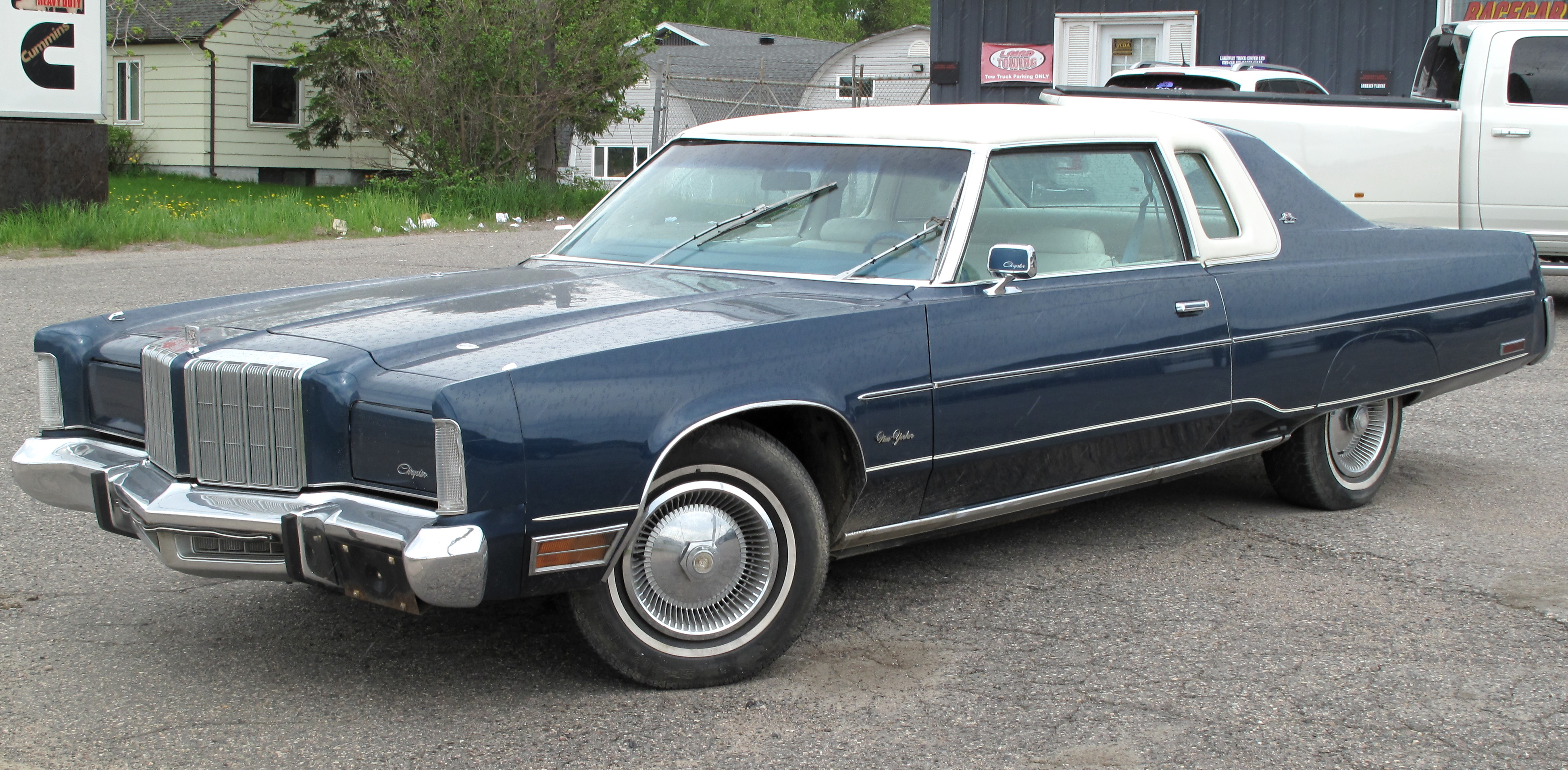
Chrysler New Yorker Brougham mit St. Regis Option (1978)

Das zweitürige New Yorker Coupé war von 1974 bis 1978 wahlweise mit einer als St. Regis Option bezeichneten Dachgestaltung erhältlich. Er hat – im Gegensatz zum regulären Hardtop Coupé – eine feststehende B-Säule. Außerdem ist das Dach im vorderen Bereich bis zu den hinteren Seitenfenstern mit Vinyl bespannt, während der Dachabschluss im Bereich der C-Säule aus unverkleidetem Metall besteht und in Wagenfarbe lackiert ist. Damit wurde die herkömmliche Andeutung des Landauer-Dachs, bei dem sich der Vinylbezug ausschließlich über dem hinteren Dachteil befand, umgekehrt. Eine entsprechende Gestaltung gab es 1974 und 1975 beim Imperial LeBaron; dort hieß die Variante Crown Coupé. Die Produktion der St.-Regis-Modelle war (wie die des Imperial Crown Coupés) auf verschiedene Betriebe aufgeteilt. Die zweitürigen Basisfahrzeuge entstanden zwar bei Chrysler, das Dach indes wurde bei der American Sunroof Corporation umgebaut.

### Fahrwerk
Die selbsttragende Karosserie des New Yorker hat vorn einen Hilfsrahmen. Die vorderen Räder sind einzeln aufgehängt. Vorn sind Drehstabfedern eingebaut, hinten hat das Auto eine Starrachse mit Blattfedern. Die Bremsanlage besteht vorn aus Scheiben-, hinten Trommelbremsen. Hintere Scheibenbremsen gab es nur beim besonders teuren Imperial LeBaron. Nach dessen Einstellung Ende 1975 übernahm der New Yorker dieses Ausstattungsdetail nicht.

### Motorisierung und Kraftübertragung

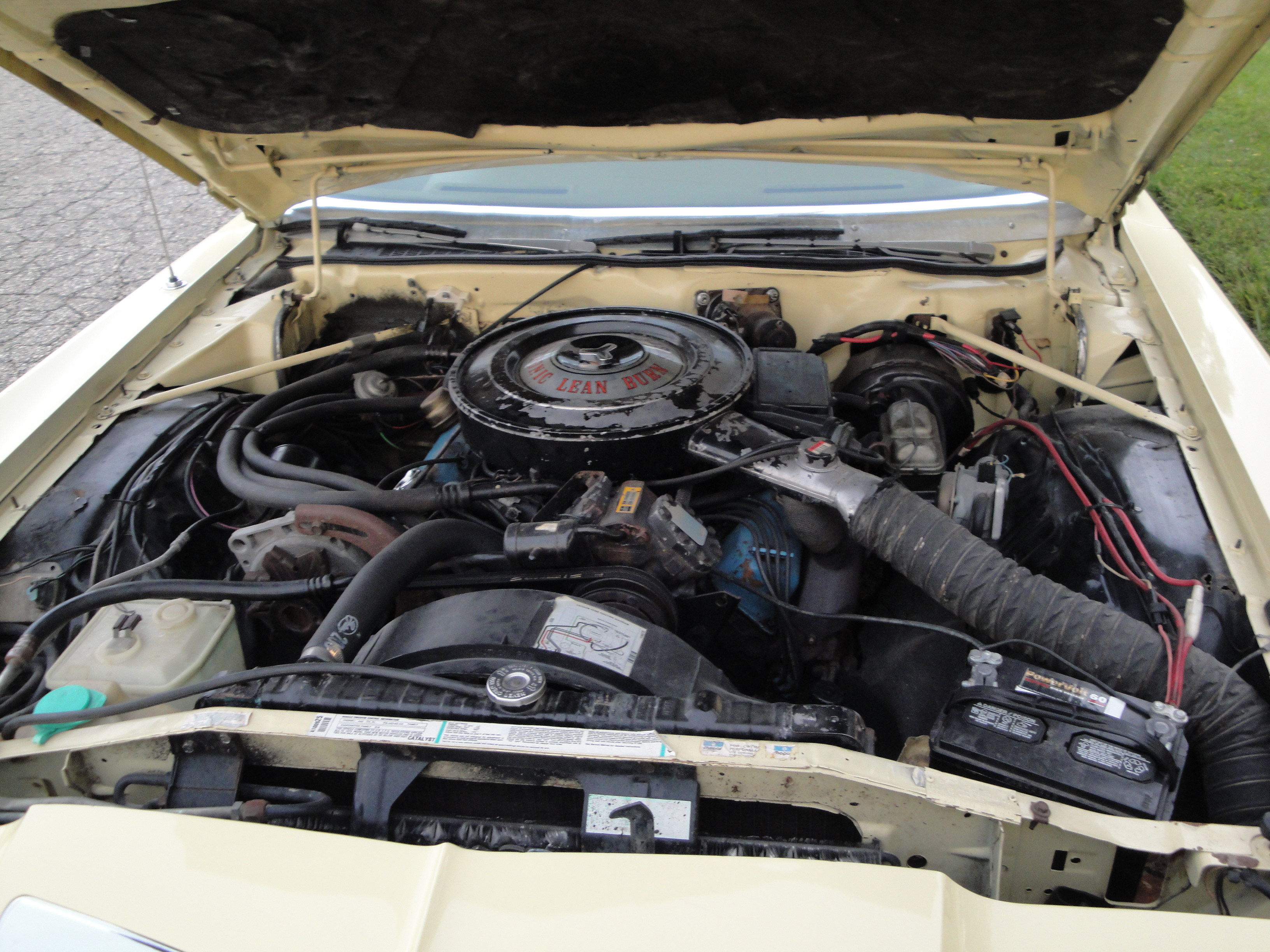
Big Block Motor mit Lean Burn System in einem 1978er New Yorker

Die Chrysler New Yorker werden ausschließlich von Achtzylinder-V-Motoren angetrieben. Im ersten Modelljahr war nur der 7206 cm³ (440 cui) große Big-Block-Motor aus der B-Serie in zwei Leistungsstufen erhältlich; ab 1975 gab es außerdem eine etwas kleinere Variante dieses Motors mit 6551 cm³ (400 cui). Sie war bis 1976 nur wahlweise erhältlich, 1977 und 1978 war sie die Standardmotorisierung. Im letzten Modelljahr konnten die Käufer außerdem eine 5898 cm³ (360 cui) große Variante des Small-Block-Motors aus Chryslers LA-Reihe bestellen. Die Leistungsdaten der Motoren variieren in den einzelnen Modelljahren in Abhängigkeit von strenger werdenden Emissionsschutz- und Verbrauchsbestimmungen.
Chrysler hatte ab 1976 eine Reihe von Magermotoren (Lean Burn Engines) mit computergesteuerter Zündung im Programm. Die Lean Burn Engines waren ein Versuch, den Treibstoffverbrauch der Motoren zu senken und damit den Anforderungen an den Flottenverbrauch gerecht zu werden. Das System erschien zunächst beim 6,6 Liter (400 cui) großen Achtzylinder-V-Motor und wurde ab 1977 bei allen Achtzylindermotoren eingesetzt. Im Vergleich zu herkömmlichen Motoren senkte das Lean-Burn-System den Treibstoffverbrauch spürbar; allerdings war es sehr defektanfällig. Ein wesentlicher Grund dafür war der unzureichende Hitzeschutz für den Rechner, der im unmittelbaren Motorumfeld untergebracht war. Chrysler-Käufer entfernten vielfach die Steuerung nach kurzer Zeit.
Die Motoren sind im New Yorker vorn längs eingebaut. Sie treiben die Hinterräder an. Als Kraftübertragung kam bei allen Motorisierungen ausschließlich ein automatisches Dreiganggetriebe (Typ TorqueFlite) zum Einsatz.
| Chrysler New Yorker: Übersicht über die Motorisierungen |          |                       |                       |                       |                       |                       |                       |                       |                       |                       |                       |
| Bauart                                                  | Bauart   | Ottomotor V8-Zylinder | Ottomotor V8-Zylinder | Ottomotor V8-Zylinder | Ottomotor V8-Zylinder | Ottomotor V8-Zylinder | Ottomotor V8-Zylinder | Ottomotor V8-Zylinder | Ottomotor V8-Zylinder | Ottomotor V8-Zylinder | Ottomotor V8-Zylinder |
| Hubraum                                                 | Hubraum  | 5898 cm³ (360 cui)    | 6551 cm³ (400 cui)    | 6551 cm³ (400 cui)    | 6551 cm³ (400 cui)    | 6551 cm³ (400 cui)    | 7206 cm³ (440 cui)    | 7206 cm³ (440 cui)    | 7206 cm³ (440 cui)    | 7206 cm³ (440 cui)    | 7206 cm³ (440 cui)    |
| Leistung                                                | Leistung | 126 kW (172 PS)       | 130 KW (177 PS)       | 142 kW (192 PS)       | 145 kW (197 PS)       | 156 kW (210 PS)       | 145 kW (197 PS)       | 153 kW (208 PS)       | 160 kW (218 PS)       | 171 kW (233 PS)       | 205 kW (278 PS)       |
| Verfügbarkeit                                           | 1974     | –                     | –                     | –                     | –                     | –                     | –                     | –                     | –                     | Serie                 | Optional              |
| Verfügbarkeit                                           | 1975     | –                     | Optional              | –                     | Optional              | –                     | –                     | –                     | Serie                 | –                     | –                     |
| Verfügbarkeit                                           | 1976     | –                     | Optional              | –                     | –                     | Optional              | –                     | Serie                 | –                     | –                     | –                     |
| Verfügbarkeit                                           | 1977     | –                     | –                     | Serie                 | –                     | –                     | Optional              | –                     | –                     | –                     | –                     |
| Verfügbarkeit                                           | 1978     | Optional              | –                     | Serie                 | –                     | –                     | Optional              | –                     | –                     | –                     | –                     |

## Produktion
Der Chrysler New Yorker wurde in der Jefferson Avenue Assembly in Detroit sowie im Belvidere Assembly Plant in Belvidere, Illinois, produziert.
Der New Yorker dieser Generation war fünf Jahre lang im Programm und damit länger als alle bisherigen Generationen. In fünf Jahren entstanden fast 216.000 New Yorker. Das erfolgreichste Modelljahr war 1977: In diesem Jahr entstanden mehr als 76.000 Autos.
| Chrysler New Yorker Produktionszahlen |               |       |               |         |
|                                       | Hardtop Coupé | Sedan | Hardtop Sedan | Summe   |
| 1974                                  | 7.980         | 7.605 | 16.231        | 31.816  |
| 1975                                  | 7.567         | 5.698 | 12.774        | 26.039  |
| 1976                                  | 11.510        | –     | 28.327        | 39.837  |
| 1977                                  | 19.732        | –     | 56.610        | 76.342  |
| 1978                                  | 11.469        | –     | 30.090        | 41.559  |
| Summe                                 |               |       |               | 215.953 |